# 一龍齋春水
一龍齋春水（日语：／ Ichiryūsai Harumi，1952年7月10日—），日本女性配音員、講談師。北海道小樽市出生，成長於神奈川縣藤澤市。身高157cm。A型血。

## 簡介
Aksent所屬。本名大久保 洋子（おおくぼ ようこ），舊藝名麻上 洋子（あさがみ ようこ）。神奈川縣立鎌倉高等學校畢業。
為人熟悉的代表配音作品是電視動畫系列《宇宙戰艦大和號》的森雪和《城市獵人》的野上冴子。除了動畫系列之外，有漫畫家松本零士原作的《銀河鐵道物語》的雷娜·帝斯締尼·修拉與《劇場版 銀河鐵道999》系列的克雷雅；《傳說巨神伊甸王》的哈露露·阿吉巴與J9系列三部作《銀河旋風無賴我》的町子·華倫西亞〈天使小町〉、《銀河烈風幕臣我》的萊拉·峰里〈不死蝶萊拉〉及《銀河疾風》的芭蒂·蕭〈反覆無常的芭蒂〉（4部作品的角色後來也在《超級機器人大戰》系列出場）；《名偵探福爾摩斯》的哈德遜夫人及《比利犬》的雨森辰夫等。
2012年1月開始，麻上將她出道近四十年使用的藝名「麻上洋子」改成「一龍齋春水」。

## 來歷、人物
高中畢業之後，麻上立即進入黑澤良創設的聲優養成所開始她的配音事業。在那之後，她拜新劇演員、舞台演出家早野壽郎為師，進入早野壽郎演劇私塾。
1975年1月，電視動畫《龍龍與忠狗》開播之後，麻上幫女主角愛露娃配音只有3集就和桂玲子交接。原因是麻上她先前有擔任電視動畫《宇宙戰艦大和號》（首播時間在1974年10月）女主角森雪的配音，自身也顧慮到無法同時兼顧森雪和愛露娃這兩位女主角的配音工作，最後經過製作人員和所屬事務所的考量，決定更換愛露娃的配音員。
1979年，在當時第一波動畫興盛期獲得人氣之下，麻上與吉田理保子共同擔任大阪放送廣播節目《動畫托比亞》的主持人。促使節目人氣攀升。1980年至1981年，同名廣播節目受到聽眾們的歡迎之下很成功，在大阪放送的另一部廣播節目JAMJAM大阪與阿藤海擔任星期一的主持人。此時阿藤賜予給她外名『子』。
專業配音員時期因得到粉絲的支持，成立了她的後援會，會名叫，並在雜誌《月刊OUT》的相關活動中活躍。另外曾經在東京都文京區千石成立舞台劇團三百人劇場進行舞台演出活動。

### 講談師經歷
- 1993年7月：從講談師（日语：講談師）一龍齋貞水（日语：一龍斎貞水）[2][3]門下入門，名號春水（はるみ）。
- 1996年：晉升二目[注 2][3]。
- 2004年：晉升真打[2][3]。

## 演出
粗體字表示主要角色。

### 電視動畫
1972年
- 木偶奇遇記

1973年
- 英勇無敵號（莉沙[4]）

1974年
- 宇宙戰艦大和號（森雪、德川愛子）
- 雜牌拯救隊
- 昆蟲物語 新孤兒哈奇（西瑪的母親）
- 破裏拳旋風俠（日语：破裏拳ポリマー）

1975年
- 救難小英雄（仙杜瑞拉、奇奴奇奴）
- 龍龍與忠狗（愛露娃·柯傑茲〈初代〉[5]）
- 月光女俠（瑪莉安）
- 小康康（日语：わんぱく大昔クムクム）（夫魯夫魯哩）

1976年
- 大飯桶（日语：ドカベン）
- 萬里尋母
- 無敵飛天俠（北條由香[6]）
- 小寶歷險記（小文）
- 機器人之子比頓（日语：ろぼっ子ビートン）

1977年
- 棒球少年貫太（日语：一発貫太くん）（下級生、田中夏子、竹五郎）
- 恐龍大戰爭（立花愛[7]）
- 小雙俠 (1977年版)（蘇旻、拉洛亞、米瑞、月姬、公主）

1978年
- 宇宙戰艦大和號2（森雪[8]）
- 科學小飛俠II（凱納、美莉）
- 銀河鐵道999（／G號）
- 女王陛下的小天使小偵探（日语：女王陛下のプティアンジェ）（海倫）
- 魔女子Tickle（小森智子）
- 未來少年柯南

1979年
- 動畫紀行 馬可·波羅的冒險（日语：アニメーション紀行 マルコ・ポーロの冒険）（米利暗）
- 宇宙戰艦大和號 新的旅程（森雪[9]）
- 圓桌騎士物語 燃燒的亞瑟（茱莉亞）
- 科學小飛俠F
- 流浪少女娜兒（娜兒·崔恩特）
- Z超人（日语：ゼンダマン）（亞瑪袒、馬戈市、愛莉絲、羅珊妮）
- 黑豹傳奇（安娜）

1980年
- 宇宙戰艦大和號III（森雪[10]）
- 摔倒騎士德拉曼查（日语：ずっこけナイトドンデラマンチャ）（瑪雅）
- 傳說巨神伊甸王（哈露露·阿吉巴）
- 海中雪傳說（日语：マリンスノーの伝説）（島岡奈美）
- 梅特林克的青鳥 Tyltyl與Mytyl的冒險之旅（日语：メーテルリンクの青い鳥 チルチルミチルの冒険旅行）（水之精靈）
- 森林裡的快樂小精靈們 貝爾菲與利比特（日语：森の陽気な小人たちベルフィーとリルビット）（貝爾菲）
- 魯邦三世 (TV第2系列)（日语：ルパン三世 (TV第2シリーズ)）（法蘭索瓦）
- 小婦人（日语：若草物語 (日生ファミリースペシャル)）（貝斯）

1981年
- 福星小子（美紀）
- 銀河旋風無賴我（町子·華倫西亞〈天使小町〉）
- 新竹取物語 千年女王（賽蓮）
- 靈犬雪麗（雷娜）

1982年
- 阿波羅之女（阿爾庫俄涅）
- 銀河烈風幕臣我（萊拉·峰里〈不死蝶萊拉〉）
- 電子神童（甜瓜公主）
- 太陽之子（麥娜）
- 我是妙殿下！（日语：パタリロ!）（貞德）
- 魔法公主 Minky Momo（日语：魔法のプリンセス ミンキーモモ）（娜娜）
- 我的青春的阿卡迪亞 無限軌道SSX（日语：わが青春のアルカディア 無限軌道SSX）（有紀螢）

1983年
- 阿爾卑斯物語 我的安妮特（伊麗莎白·吉維特）
- 伊賀野河馬丸（野野草薰）
- 頂尖超人（日语：イタダキマン）（瑪麗）
- 機甲創世記（卡拉）
- 銀河疾風流離我（芭蒂·蕭〈反覆無常的芭蒂〉）
- 光速電神（沙莉）
- 猿飛小忍者（日语：さすがの猿飛）（辛西亞、百合子）
- 超時空騎兵（米蘭達）
- 魔法小天使（青柳育子）
- 未來警察（瑪麗琳）

1984年
- 超攻速加爾比昂（日语：超攻速ガルビオン）（美智子）
- 魔法妖精貝露莎（妖精）
- 名偵探福爾摩斯（哈德遜夫人[11]）
- 請多指教跑車郎中（日语：よろしくメカドック）（那智知世）

1985年
- 拜託了！薩米亞丼（日语：おねがい!サミアどん）（安·霍普金斯）
- Q太郎 (1985年版)（河合尤佳莉）

1986年
- 甜蜜公主（雪女）
- 綠野仙蹤（蘭蒂亞公主）
- 心情雞尾酒（日语：ハートカクテル）（她）
- 奔奔先生（日语：Mr.ペンペン）（美加）

1987年
- 甜蜜公主（乙姬）
- 超能力魔美（浩司）
- 城市獵人（野上冴子）
- 高校！奇面組（日语：ハイスクール!奇面組）（查特拉）

1988年
- 小松君 (1988年版)（白鳥薰）
- 城市獵人2（野上冴子）
- 比利犬（日语：ビリ犬）（雨森辰夫）

1989年
- 城市獵人3（野上冴子）
- 比利犬商會（雨森辰夫、店員）

1990年
- 如風如雲（世沙明[12]）
- 麵包超人（銃士）
- 大耳鼠（瑪麗可、安里瑪）
- 平成天才妙老爹（日语：平成天才バカボン）（山的太太）

1991年
- 美味大挑戰（岡星冬美、薩比尼·穆勒）
- 城市獵人'91（野上冴子）

1992年
- 大拇指公主（瑪雅的媽媽、海爾拉、旁白）
- 美少女戰士（フラウ）

1996年
- 城市獵人 秘密任務（野上冴子）

1997年
- 城市獵人 再見我的甜心（野上冴子）

1998年
- 名偵探柯南（淺沼洋子）

1999年
- 臣士魔法劇場 利斯基☆塞夫提（日语：臣士魔法劇場 リスキー☆セフティ）（旁白、安達女士）
- 城市獵人 緊急插播!? 惡徒冴羽獠的死期（野上冴子）

2003年
- 銀河鐵道物語（雷娜·帝斯締尼·修拉[13]、有紀康娜[13]）

2005年
- 天使心（野上子[14]）

2006年
- 銀河鐵道物語 ～永遠的分岐點～（雷娜·帝斯締尼·修拉、有紀康娜、旁白）

2007年
- 精靈守護者（塞娜）
- BLUE DROP ～天使們的戲曲～（シバリエル、BLUE的AI）

2008年
- 戀姬†無雙（旁白、水鏡老師）

2009年
- 真·戀姬†無雙（旁白、水鏡老師、講談師）

2010年
- 真·戀姬†無雙 ～少女大亂～（水鏡老師、講談師）

2018年
- 溫泉屋小女將（關峰子[15]）

2019年
- Star☆Twinkle 光之美少女（星奈陽子[16]）

### 電影動畫
1977年
- 劇場版 宇宙戰艦大和號（森雪[17]）

1978年
- 再見了，宇宙戰艦大和號 愛的戰士們（日语：さらば宇宙戦艦ヤマト 愛の戦士たち）（森雪[18]）

1979年
- 劇場版 銀河鐵道999（克雷雅）

1980年
- 劇場版 銀河鐵道999：玻璃克雷雅（克雷雅）
- 永遠的大和號（森雪[19]）

1981年
- 再見銀河鐵道999：仙女座終點站（梅塔爾梅娜）
- 世界名作童話 天鵝湖（奧黛爾）

1982年
- 劇場版 傳說巨神伊甸王（哈露露·阿吉巴）
- 千年女王（賽蓮）

1983年
- 宇宙戰艦大和號 完結篇（森雪[20]）
- 帕塔里洛：星塵計劃（日语：パタリロ!#劇場アニメ）

1985年
1986年
- 劇場版 火鳥（速魚）

1989年
- 城市獵人：愛與宿命的馬格南（野上冴子）

1990年
- 城市獵人：海灣城市之戰爭（野上冴子）
- 城市獵人：百萬美元之陰謀（野上冴子）

1998年
- 哆啦A夢：大雄的南海大冒險（露菲）

2019年
- 劇場版 城市獵人：新宿PRIVATE EYES（野上冴子[21]）

2023年
- 劇場版城市獵人 天使之淚（野上冴子[22]）

### OVA
1988年
- ProjectA子計劃3 灰姑娘狂想曲（ハウスマヌカン）
- Metal Skin Panic Madox-01（楠本枝里子）

1989年
- 神州魑魅變（日语：神州魑魅変）（花夜叉）

1990年
- A.D.POLICE（日语：A.D.POLICE）（幻之女性）

1991年
- 帝都物語（辰宮惠子）

1994年
- 電腦少女Compiler（日语：Compiler）（下載）

1995年
- YAMATO2520（亞美西絲少尉）

1998年
- 銀河英雄傳說外傳 千億之星、千億之光（伊莉莎白·馮·羅嚴克拉姆）
- 翡翠皇后（日语：クイーン・エメラルダス）（芭拉爾達）

1999年
- 火聖旅團 DNA Sights 999.9（日语：火聖旅団 ダナサイト999.9）（來自斯凡的聲音）

2002年
- 戰鬥妖精雪風（莉迪亞·柯莉准將[23]）

2007年
- 銀河鐵道物語 ～被時間遺忘的行星～（雷娜·帝斯締尼·修拉）

2010年
- （水鏡老師）

### 遊戲
1985年
- 宇宙戰艦大和號 (LD遊戲版)（森雪）

1996年
- 傳說的皇家騎士團（諾倫）

1998年
- 超級機器人大戰F 完結篇（哈露露·阿吉巴）
- 探偵 神宮寺三郎 夢的終結（日语：探偵 神宮寺三郎 夢の終わりに）（大森京子）

1999年
- 宇宙戰艦大和號 遙遠之星（森雪）
- （女主角）

2000年
- 再見了宇宙戰艦大和號 愛的戰士們（日语：さらば宇宙戦艦ヤマト 愛の戦士たち）（森雪）

2001年
- 超級機器人大戰α外傳（町子·華倫西亞〈天使小町〉）
- 松本零士999 ～Story of Galaxy Express 999～（日语：松本零士999 〜Story of Galaxy Express 999〜）（克雷雅）

2004年
- 宇宙戰艦大和號 對伊斯坎達爾的追憶（森雪）
- 超級機器人大戰GC（日语：スーパーロボット大戦GC）（町子·華倫西亞〈天使小町〉、萊拉·峰里〈不死蝶萊拉〉、芭蒂·蕭〈反覆無常的芭蒂〉）

2005年
- 宇宙戰艦大和號 暗黑星團帝國的逆襲（森雪）
- 宇宙戰艦大和號 二重銀河的崩壞（森雪）
- 第3次超級機器人大戰α 終焉之銀河（哈露露·阿吉巴）

2006年
- 超級機器人大戰XO（日语：スーパーロボット大戦GC）（町子·華倫西亞〈天使小町〉、萊拉·峰里〈不死蝶萊拉〉、芭蒂·蕭〈反覆無常的芭蒂〉）

2009年
- 超級機器人大戰NEO（日语：スーパーロボット大戦NEO）（町子·華倫西亞〈天使小町〉）

2016年
- Final Fantasy 世界（日语：ワールド オブ ファイナルファンタジー）（莎拉[24]）

### 外語配音

#### 電影
- 1941
- 半夜鬼上床4：幽冥鬼手（黛比·史蒂文斯〈布魯克·泰斯（英语：Brooke Theiss）〉）※東京電視台版。
- 打死不離親兄弟 (1969年電影)
- 美國風情畫（羅利·亨德森〈辛蒂·威廉斯（英语：Cindy Williams）〉）※富士電視台版／（黛比·鄧納姆〈坎蒂·克拉克（英语：Candy Clark）〉）※TBS版。
- 蜘蛛人：驚奇再起（梅·帕克〈莎莉·菲爾德〉）
- 蜘蛛人驚奇再起2：電光之戰（梅·帕克〈莎莉·菲爾德〉[25]）
- 少棒闖天下（英语：The Bad News Bears）（阿曼達·沃爾澤〈塔特姆·奧尼爾〉）※日本電視台版。
- 牡丹花下（卡羅爾〈喬·安·哈里斯（英语：Jo Ann Harris）〉）※日本電視台版。
- 殺手壕（南西〈克里斯汀·德貝爾〉）
- 黑人奧菲爾（英语：Black Orpheus）（尤麗狄絲〈馬爾佩薩·唐（法语：Marpessa Dawn）〉）※富士電視台版。
- 育嬰房（英语：Casa de los Babys）（蓋爾〈瑪麗·斯汀伯根〉）
- 貓狗大戰（英语：Cats & Dogs）（布洛迪太太〈伊莉莎白·帕金斯〉）
- 城市獵人（海倫·蘭貝蒂／野上冴子〈蘇菲·摩塞〉[26]）
- 咖啡王子1號店（崔漢杰的母親）
- 吹響小號（英语：Come Blow Your Horn (film)）（佩吉·約翰〈吉爾·聖約翰〉）※日本電視台版。
- 明日之後
- 肥龍過江（小媚〈劉香萍〉）※富士電視台版。
- 真愛囧冤家（英语：Four Christmases）（瑪麗蓮〈瑪麗·斯汀伯根〉）
- 育嬰房（英语：Casa de los Babys）（蓋爾〈瑪麗·斯汀伯根〉）
- 007系列
  - 巡弋飛彈（淑女）※富士電視台版。
  - 007：女王密使（奧蘭普）※TBS版。
- 大白鯊3：一柱擎天（凱利·安·布考斯基〈莉亞·湯普遜〉）
- 殺手精英（英语：The Killer Elite）（湯米〈田雅娜·亞歷山德拉（英语：Tiana Alexandra）〉）※TBS版。
- 國王與我（圖蒂姆〈麗塔·莫瑞諾〉）※TBS版。
- 金法尤物2：白宮粉緊張（維多利亞·路德下院議員〈莎莉·菲爾德〉）
- 同名之人（英语：The Namesake (film)）（阿詩瑪·甘古利〈塔布〉）
- A計劃續集（綺珊〈張曼玉〉）※富士電視台版。
- 半斤八兩（Jackie〈趙雅芝〉）
- 點到即止（薇薇安·查爾斯〈艾倫·格林尼（英语：Ellen Greene）〉）
- 衝突（英语：Serpico） ※朝日電視台版[注 3]。
- 女超人（露西·蓮恩（英语：Lucy Lane）〈莫林·提菲（英语：Maureen Teefy）〉）
- 鐵板燒（施施〈葉蒨文〉）
- 臥底爺爺（英语：Undercover Grandpa）（瑪德琳·“麥迪”·哈考特〈傑茜卡·沃爾特〉）

#### 電視影集
- 神仙家庭（英语：Bewitched）（Gretel）
- 蛇蠍女傭（英语：Devious Maids）（Genevieve Delatour〈Susan Lucci〉）
- 荒唐好萊塢（Jeremy）
- 歡樂合唱團（奧莉维亞·紐頓-約翰[注 4]）
- 北與南（英语：North and South (miniseries)）（Isabel Truscott Hazard〈Wendy Fulton〉）
- 新外星界限（英语：The Outer Limits (1995 TV series)）（Judy Hudson〈Tammy Isbell〉）
- 私人診所 (第3季)（Eleanor）
- 點到即止（Vivian Charles〈Ellen Greene〉）
- 亡命追蹤（英语：Search (TV series)）（Gloria Harding〈Angel Tompkins〉）

#### 動畫
- 仙境奇緣（英语：Mr. Bug Goes to Towne）（蜂蜜）※劇院公映版。

### 廣播節目
- 動畫托比亞（日语：アニメトピア）（節目主持人〈初代〉）
- （FM東京系）
- （文化放送）
- '82、'83
- JAMJAM大阪（1980年－1981年，大阪放送，別名與阿藤海（日语：阿藤快）共同擔任週一主持人）。

### 電視劇
- 結婚！結婚！還是結婚！

### 舞台
- 飛吧！京濱吸血鬼（日语：飛べ!京浜ドラキュラ）（1982年12月於蘋果劇場公演，由81 Produce提攜公演）
- 勇者

### 單曲
- 哀人形（娃娃）
- 子（1979年，國王唱片，萩尾望都詩、渡邊岳夫曲)
- …海！（歌曲的對白部分。由麻上自行作詞）

### CD
- （音格里德）

### 雜誌
- 女孩子的冒險記事本（1981年，21世紀BOOKS）
- 月刊『PHP』

### 廣告
- 瑪多拉之翼（露西亞）
- 帝人 篇（老女）

### 其它
- 一枚寫真（1992年6月19日，富士電視台）
- 全體（秘）行動中 特別篇 世界驚人影像100連發（日语：トリハダ（秘）スクープ映像100科ジテン）（旁白：2011年3月22日，朝日電視台）
- （2011年，以講談師·一龍齋春水（藝名）的嘉賓身份參加演出，J:COM（日语：ジュピターテレコム））
- 繪本出版65週年紀念 加油!! 湯瑪士小火車（正篇旁白&故事講述：2011年）
- 視點論點 「介護的想像力」（2012年8月29日，NHK）

## 講談

### 主要讀物

#### 古典
- 巴御前（木曾義仲の愛妾·巴の戦う姿から、義仲の最期まで）
- 虎御前（大磯の白拍子と曽我の十郎との悲恋物語り）
- 夫婦餅（。）

#### 新作
- ·中村久子（日语：中村久子）（經由關口宏主持的教育節目「你真的知道嗎？（日语：知ってるつもり）」介紹的感動人生。祖母、母親及女兒的愛）
- 金子美鈴（14）
- 螢火蟲之墓（野坂昭如原作。曾經動畫化，清太與節子的物語）
- 講談·宇宙戰艦大和號（SF動畫的初次講談！但是只有冒頭的5分鐘而已）
- （誕生在幕末的悲劇皇女「和宮」的物語）
- （「入江長八（日语：入江長八）」）
- 樋口一葉
- （芥川龍之介小說的講談（日语：講談））
- 63（能城律子）

※來自天下祭典論壇委託的創作講談。於江戶東京博物館發表。
- 歌麿夢傳說（·）

※來自小江戶NETWORK委託的創作講談。於栃木當地祭典發表。
- 修禪寺物語（岡本綺堂原作。。…）
- 金色夜叉（熱海の海岸の別離から、塩原温泉で貫一が真人間に戻るまで）
- "" （來自NHK情報NETWORK（日语：NHK情報ネットワーク）的委託。後影像視頻化）

### 主要公演
2012年
- 小江戶日本橋亭（日语：永谷商事）
- 大洲市「男女共同參與推進演講會 ～像妳一樣燦爛光芒～ 金子美鈴傳」
- 澀川市 兒童公民館「童謠詩人·金子美鈴」
- 上天草市 松島綜合鐘新「童謠詩人·金子美鈴」
- 湯島天神梅祭 奉納講談
- 越知町「童謠詩人·金子美鈴」
- 四國中央市 川之江隣保會館「童謠詩人·金子美鈴」
- 橫手市 育兒支援之會「童謠詩人·金子美鈴」
- 館林市 文化講演會「童謠詩人·金子美鈴」
- 伊豆長岡 三養莊「伊豆的長八傳」
- 栃木市 小江戶演藝講座「繪師·喜多川歌麿」
- 藤澤市 第34回春水講談Live in 神龍「坂本龍馬之妻“阿龍”」

### CD
- 女流講談師 花之十二人！一龍齋春水「螢火蟲之墓」

## 朗讀
2010年
- 日本放送 imagin STUDIO（日语：イマジン・スタジオ） 99 ～～

※『99 ～～』有聲書 (04)於Febe網站可購入。
2011年
- 日本放送 imagin STUDIO 99 ～～「～」

## 腳註

## 外部連結
- 「講談師 春水の部屋」（页面存档备份，存于） （日語）－講談師：一龍齋春水（麻上洋子）的官方網站。
- 一龍齋春水的X（前Twitter） （日語）
- 一龍齋春水｜Aksent（页面存档备份，存于） （日語）
- 一龍齋春水（页面存档备份，存于） （日語）－講談協會官方網站。